# 大学目薬
大学目薬（だいがくめぐすり）は、日本の製薬会社・参天製薬が1899年（明治32年）より発売している目薬のブランド名。一般用医薬品（第2類）。参天製薬が現在、発売している目薬の中で「サンテ」ブランドを冠しない唯一の商品である。

## 概要
明治中期の日本において、外国人医師が日本人の眼病の多さに驚いていたことに着目して開発され「世の進むに従ふて目薬にもこんな立派な物が出来ました」のキャッチコピーと、現在まで使用されている眼鏡に顎鬚を蓄えた博士の肖像で売り出した。博士の肖像は明治期にドイツから渡日し医学を教えていたお雇い外国人、エルヴィン・フォン・ベルツがモデルという説もあるが、定かではない。ブランド名は帝国大学（現東京大学）で研究された成分を配合したことに由来する。発売時の価格は1本10銭。
発売当初から硫酸亜鉛を基本原料としつつ、配合は時代と共に変遷しており現在の製品にはクロルフェニラミンマレイン酸塩（抗ヒスタミン剤）やナファゾリン塩酸塩（血管収縮剤）、イプシロン-アミノカプロン酸などが配合されている。

## 沿革
- 1899年 大学目薬発売
- 1952年 大学ペニシリン目薬発売
- 1953年 大学マイシリン目薬発売
- 1954年 大学スーパー目薬発売（現在はスーパーサンテに継承）
- 1960年 プラスチック製点眼容器を採用
- 1970年 大学プール目薬発売（ジュニアサンテ→こどもサンテに継承）

## エピソード
1962年（昭和37年）からTBSテレビで放送されていた参天製薬の一社提供番組「10人抜きのど自慢」は放送開始当初、本商品のブランドを冠した「大学10人抜きのど自慢」のタイトルで放送されていた。ところが、番組のタイトルから視聴者に「大学生でないと参加資格が無い」との誤解が生じたことと、この時期より参天製薬の主力ブランドが大学目薬から「サンテ」に移ったことから、1964年（昭和39年）より「サンテ10人抜きのど自慢」へ改称された。